# 페이스트빈
페이스트빈(영어: pastebin) 또는 텍스트 스토리지 사이트(text storage site)은 사용자가 플레인 텍스트를 저장할 수 있는 웹 애플리케이션을 의미한다. 보통 인터넷 릴레이 챗(IRC)를 통한 소스 코드 스니펫의 코드 검토에 사용된다. 깃허브는 버전 관리 기능을 가진 페이스트빈 서비스를 제공한다.

## 같이 보기
- 텍스트 파일